# Championnats de France de patinage artistique 1993
Navigation
Championnats de France 1992 Championnats de France 1994
Les championnats de France de patinage artistique 1993 ont eu lieu du 18 au 20 décembre 1992 à la patinoire Clemenceau à Grenoble pour 3 épreuves : simple messieurs, simple dames et couple artistique. 
La patinoire Arago de La Roche-sur-Yon a accueilli du 13 au 15 novembre 1992 l'épreuve de danse sur glace.

## Faits Marquants
- Les deux patineuses Marie-Pierre Leray et Sarah Abitbol participent à deux compétitions lors de ces championnats de France: le simple dames et le couple artistique.

- Frédéric Lipka se lance dans le patinage par couple. Pour sa première saison dans cette catégorie, il patine avec Marie-Pierre Leray. Le nouveau couple ainsi formé devient champion de France 1993 des couples artistiques.

## Podiums
| Épreuves                            | Or                                  | Argent                            | Bronze                         |
| Messieurs résultats détaillés       | Éric Millot                         | Philippe Candeloro                | Nicolas Pétorin                |
| Dames résultats détaillés           | Surya Bonaly                        | Marie-Pierre Leray                | Laëtitia Hubert                |
| Couples résultats détaillés         | Marie-Pierre Leray / Frédéric Lipka | Sarah Abitbol / Stéphane Bernadis | Line Haddad / Sylvain Privé    |
| Danse sur glace résultats détaillés | Sophie Moniotte / Pascal Lavanchy   | Marina Morel / Gwendal Peizerat   | Irina Le Bed / Alexandre Piton |

## Détails des compétitions

### Messieurs
| Rang | Nom                | Points | Prog. court | Prog. libre |
| ---- | ------------------ | ------ | ----------- | ----------- |
| 1    | Éric Millot        | 2.0    | 2           | 1           |
| 2    | Philippe Candeloro | 2.5    | 1           | 2           |
| 3    | Nicolas Pétorin    | 5.5    | 3           | 4           |
| 4    | Stanick Jeannette  | 6.5    | 7           | 3           |
| 5    | Axel Médéric       | 7.0    | 4           | 5           |
| 6    | Francis Gastellu   | 8.5    | 5           | 6           |
| 7    | Thierry Cérez      | 10.0   | 6           | 7           |
| 8    | Éric Roublin       | 14.0   |             |             |
| 9    | Alexandre Orset    | 14.0   |             |             |
| 10   | Laurent Tobel      | 16.5   |             |             |
| 11   | Gabriel Monnier    | 17.0   |             |             |
| 12   | Frédéric Le Bihan  | 17.5   |             |             |
| 13   | Rodolphe Marechal  | 20.0   |             |             |
| 14   | Steve Narducci     | 21.0   |             |             |
| 15   | Philippe Viel      | 23.0   |             |             |
| 16   | Romain Gazave      | 23.5   |             |             |
| 17   | Richard Leroy      | 24.5   |             |             |
| 18   | Stéphane Morel     | 25.5   |             |             |
| 19   | Cyril Deplace      | 27.5   |             |             |
| 20   | Sylvain Roux       | 30.0   |             |             |
| 21   | Thierry Grenier    | 30.5   |             |             |
| 22   | Éric Mongrenier    | 33.0   | 22          | 22          |
| 23   | Patrice Gueppe     | 34.5   | 23          | 23          |

### Dames
| Rang    | Nom                   | Points | Prog. court | Prog. libre |
| ------- | --------------------- | ------ | ----------- | ----------- |
| 1       | Surya Bonaly          | 1.5    | 1           | 1           |
| 2       | Marie-Pierre Leray    | 3.0    | 2           | 2           |
| 3       | Laëtitia Hubert       | 5.0    | 4           | 3           |
| 4       | Vanessa Gusmeroli     | 7.0    | 6           | 4           |
| 5       | Florentine Houdinière | 7.5    | 5           | 5           |
| 6       | Sarah Abitbol         | 8.5    | 3           | 7           |
| 7       | Delphine Duvauchelle  | 11.5   | 11          | 6           |
| 8       | Stéphanie Corre       | 12.0   | 8           | 8           |
| 9       | Malika Tahir          | 13.5   | 9           | 9           |
| 10      | Karine Dang           | 14.5   | 7           | 11          |
| 11      | Laëtitia Bajot        | 15.0   | 10          | 10          |
| Forfait | Stéphanie Ferrer      |        |             |             |

### Couples
| Rang | Nom                                 | Points | Prog. court | Prog. libre |
| ---- | ----------------------------------- | ------ | ----------- | ----------- |
| 1    | Marie-Pierre Leray / Frédéric Lipka | 1.5    | 1           | 1           |
| 2    | Sarah Abitbol / Stéphane Bernadis   | 3.0    | 2           | 2           |
| 3    | Line Haddad / Sylvain Privé         | 4.5    | 3           | 3           |

### Danse sur glace
| Rang | Nom                                     | Points | Danse imposée | Danse originale | Danse libre |
| ---- | --------------------------------------- | ------ | ------------- | --------------- | ----------- |
| 1    | Sophie Moniotte / Pascal Lavanchy       | 2.0    | 1             | 1               | 1           |
| 2    | Marina Morel / Gwendal Peizerat         | 4.0    | 2             | 2               | 2           |
| 3    | Irina Le Bed / Alexandre Piton          | 6.0    | 3             | 3               | 3           |
| 4    | Pascale Vrot / David Quinsac            | 8.0    | 4             | 4               | 4           |
| 5    | Virginie Soustelle / David Molina       | 10.2   | 6             | 5               | 5           |
| 6    | Nathalie Gillet / Olivier Lores         | 11.8   | 5             | 6               | 6           |
| 7    | Isabelle Gincourt / Pierre Baudouin     | 14.0   | 7             | 7               | 7           |
| 8    | Emmanuelle Vigneron / Franck Feyssaguet | 16.0   | 8             | 8               | 8           |
| 9    | Sylvie Pecheur / Fabien Coulon          | 18.6   | 11            | 9               | 9           |
| 10   | Babeth Cavaille / Christophe Petit      | 19.6   | 9             | 10              | 10          |
| 11   | Isabelle Pecheur / Rémi Jacquemard      | 21.8   | 10            | 11              | 11          |
| 12   | Armelle Guihou / Didier Pellan          | 24.0   | 12            | 12              | 12          |

## Source
- Patinage Magazine N°36 (Mars-Avril 1993)